# Пандурович, Сима
Сима Пандурович (серб. Сима Пандуровић) (14 апреля 1883, Белград — 27 августа 1960, Белград) — сербский поэт и литератор, сотрудник ряда сербских литературных журналов.

## Образование
По образованию — педагог.
Литературную деятельность начал в 1901 году как один из руководителей сербского модернизма, формировавшегося под влиянием французского символизма. 
В 1904 году редактировал журнал «Литературная неделя».
В 1908 году издал свой первый сборник стихотворений «Посмертные поминки», а в 1912 году — второй сборник «Дни и ночи». 
Поэзия Пандуровича, отрицающая всякие положительные идеалы, проникнута пессимизмом и упадочничеством.
Стал известен также как искусствовед и переводчик Софокла, Шекспира, Гюго и Ростана.